# مادیاربوی
مادیاربوی (به مجاری:  Magyarbóly) یک منطقهٔ مسکونی در مجارستان است که در ناحیه شیکلوش واقع شده‌است.